# Университет „Проф. д-р Асен Златаров“
Бургаски държавен университет „Проф. д-р Асен Златаров“ е основан през 1963 г. с Указ № 162 на МС като Висш химико-технологически институт (ВХТИ) в Бургас. Утвърден за университет с решение на Народното събрание от 01.08.1995 г. и е единственото държавно висше училище в региона.
Установените контакти с институти и университети от Великобритания, Франция, Германия, Русия и др. дават възможност на преподавателите и студентите да правят специализации в чужбина, обмен на лектори и научна литература, както и съвместни научни изследвания.
Много от завършващите университета студенти от Факултета по технически науки намират реализация в нефтената компания „Лукойл Нефтохим Бургас“ АД, която осигурява и стипендии на студентите с висок успех.

## Обучение
Петте факултета и трите колежа на университета осъществяват обучение по общо 27 специалности за придобиване на образователно-квалификационни степени „професионален бакалавър“, „бакалавър“ и „магистър“. Специалностите по факултети и колежи са изложени по-долу.

### Факултетът по технически науки
- Органични химични технологии
- Неорганични химични технологии
  - специализация Технология на водата
  - специализация Технология на силикатите
  - специализация Технология на неорганичните вещества
- Химично инженерство
- Технология на материалите и материалознание
- Биотехнологии
- Компютърни системи и технологии
- Електроника

### Факултет по обществени науки
- Стопанско управление
- Маркетинг
- Индустриален мениджмънт
- Туризъм
- Предучилищна педагогика и чужд език
- Начална училищна педагогика и чужд език
- Предучилищна и начална училищна педагогика
- Социална педагогика
- Българска филология
- Български език и история
- Здравни грижи

### Факултет по природни науки
- Химия
- Екология и опазване на околната среда

### Медицински факултет
- Медицина

### Факултет по обществено здраве и здравни грижи
- Лекарски асистент (Фелдшер)
- Медицинска сестра
- Акушерка

### Технически колеж
- Компютърни системи и технологии
- Електроника
- Машиностроене и уредостроене
- Транспортна техника и технологии
- Електротехника
- Автомобилна електроника

### Медицински колеж
- Помощник-фармацевт
- Рехабилитатор

### Колеж по туризъм
- Организация и управление на туристическото обслужване
- Организация и управление на хотела и ресторанта.

## Учебни бази
Университетът разполага с 5 учебни корпуса, спортна база, 3 студентски общежития, стол, поща и център за медицинско обслужване.
В университетската библиотека има достъп до 160 000 тома печатни издания на различни езици. Към университета функционира печатна база, която издава учебници, ръководства за лабораторни и семинарни упражнения.
Университет „Проф. д-р Асен Златаров“ e институционално акредитиран с решение №16 от 17.05.2007 г. на Националната агенция за оценяване и акредитация за срок от 6 години.